# کاجل آگروال
کاجل آگروال (انگلیسی: Kajal Aggarwal؛ زادهٔ ۱۹ ژوئن ۱۹۸۵) یک هنرپیشه و مدل اهل هند است.
او در چهار جایزه فیلم فیر جنوبی نامزد شده‌است. علاوه بر بازیگری او برای تبلیغ مارک‌های محصولات گزینه خوبی برای شرکت‌های تولید محصولات است.
کاجل آگروال اولین فیلم خود را در سال ۲۰۰۴ بازی کرد.
از فیلم‌ها یا برنامه‌های تلویزیونی که وی در آن نقش داشته‌است می‌توان به سینگهام اشاره کرد.

## زندگی‌نامه
کاجل آگروال در بمبئی زاده شد پدر او یک کار آفرین بود و مادرش یک شیرینی پز بود.
آگروال یک خواهر جوان تر نیز دارد که نام او نیشا آگروال است که در حال حاضر در مسیر برای بازیگر شدن است.
او در دبیرستان colaba در در بمبئی تحصیل کرده‌است و فارغ‌التحصیل تبلیغات و بازاریابی است. او در قلب از مدل‌سازی متخصص تبلیغات بوده‌است و هم‌اکنون در حال برنامه‌ریزی برای بازیگری است.

## فیلم‌شناسی
فهرست برخی از فیلم‌هایی که وی در آن‌ها به ایفای نقش پرداخته‌است:
- دیدی چی شد!-۲۰۰۴
- ازدواج لاکشمی-۲۰۰۷
- ماه-۲۰۰۷
- شهروند-۲۰۰۸
- پازانی-۲۰۰۸
- بازی-۲۰۰۸
- ساروجا-۲۰۰۸
- بازی با درگیری-۲۰۰۹
- گانش-۲۰۰۹
- جنگجوی بزرگ-۲۰۰۹
- آریا ۲-۲۰۰۹
- ام شنتی-۲۰۱۰
- عزیزم-۲۰۱۰
- من قدیس نیستم-۲۰۱۰
- هم‌سرایان-۲۰۱۰
- ویرا-۲۰۱۱
- رعشه-۲۰۱۱
- آقای کامل-۲۰۱۱
- سینگهام-۲۰۱۱
- آقا اینجاست-۲۰۱۲
- تفنگ-۲۰۱۲
- متناوب-۲۰۱۲
- تاجر-۲۰۱۲
- استثنایی ۲۶-۲۰۱۳
- پادشاه-۲۰۱۳
- رهبر-۲۰۱۳
- همه پادشاه خوش‌تیپ-۲۰۱۴
- او چه کسی است؟-۲۰۱۴
- منطقه-۲۰۱۴
- گویند مرد مردم است-۲۰۱۴
- هویت-۲۰۱۵
- غرش ببر-۲۰۱۵
- ماری-۲۰۱۵
- جشن بزرگ-۲۰۱۶
- داستان دو کلمه‌ای-۲۰۱۶
- گاراژ مردمی-۲۰۱۶
- آخرین تدوین کارگردان-۲۰۱۶
- نگران نباش-۲۰۱۶
- سردار جبار سینگ-۲۰۱۶
- زندانی شماره ۱۵۰-۲۰۱۷
- من پادشاهم، من نخست وزیرم-۲۰۱۷
- احتیاط-۲۰۱۷
- فرستنده-۲۰۱۷
- پسری با کیفیت خوب-۲۰۱۸
- زره-۲۰۱۸
- ترس-۲۰۱۸
- دلقک-۲۰۱۹
- میدان جنگ-۲۰۱۹
- سیتا-۲۰۱۹
- حماسه بمبئی-۲۰۲۱
- هندی ۲-۲۰۲۱
- فریبکاران-۲۰۲۱
- هی دلبر عصبانی-۲۰۲۲